# Jeberos (distrito)
O Distrito peruano de Jeberos é um dos seis distritos que formam a Província de Alto Amazonas, situada no Departamento de Loreto, pertencente a Região Loreto, Peru.

## Transporte
O distrito de Jeberos é servido pela seguinte rodovia:
- LO-107, que liga o distrito à cidade de Yurimaguas[1][2][3]